# Acanoides beijingensis
Espèce
Acanoides beijingensis est une espèce d'araignées aranéomorphes de la famille des Linyphiidae.

## Distribution
Cette espèce est endémique de Chine. Elle se rencontre au Hebei et à Pékin.

## Description
Le mâle holotype mesure 2,69 mm. Les mâles mesurent de 2,61 à 2,73 mm et les femelles de 2,10 à 2,23 mm.

## Étymologie
Son nom d'espèce, composé de beijing et du suffixe latin -ensis, « qui vit dans, qui habite », lui a été donné en référence au lieu de sa découverte, Pékin.

## Publication originale
- Sun, Marusik & Tu, 2014 : Acanoides gen. n., a new spider genus from China with a note on the taxonomic status of Acanthoneta Eskov & Marusik, 1992 (Araneae, Linyphiidae, Micronetinae). ZooKeys, no 375, p. 75-99 (texte intégral).